# Berlagevlag
Berlagevlag is een tweejaarlijkse architectuurprijs die wordt uitgereikt aan het meest gewaardeerde ruimtelijke bouwwerk in Den Haag.
Naast een prijs die door de jury bekendgemaakt wordt, is er ook een publieksprijs: de Berlagewimpel.
Van 1960 tot 2001 werd de Dr. H.P. Berlageprijs uitgereikt voor een in Den Haag uitgevoerd architectonisch werk of een prestatie van een persoon op architectuurgebied. In 2012 is de Dr. H.P. Berlagestichting echter ontbonden. In 2017 is de Haagse architectuurprijs opnieuw ingesteld door het Haac (Haags Architectuur Café) in samenwerking met de BNA.

## Uitreikingen
| Jaar | Winnaar | Genomineerden | Noten |
| ---- | --- | --- | ----- |
| 2023 | - Jaarsmahof (HVE Architecten): juryprijs - Onderwijscluster Donker Curtius (Spring architecten): publieksprijs                                                                             | Stationspostgebouw – KCAP + Kraaijvanger Architects, Leyhof – Studio Ard Hoksbergen i.s.m. Workshop Architecten, Jaarsmahof – HVE Architecten, Finest of Ockenburgh – MIX architectuur, Transformatie Plesmanweg – Architektenkombinatie, Onderwijscluster Donker Curtius (het Zandkasteel) – Spring architecten                                                                                       |       |
| 2021 | - Woon-zorgcentrum Westhovenplein (architecten van Mourik): juryprijs - Woon-zorgcentrum Westhovenplein (architecten van Mourik): publieksprijs                                             | Mallemolen – BLÁHA architecture+design, Rotterdamsebaan – Benthem Crouwel Architects en Paul de Ruiter Architects, Transformatie Hoog Lindoduin – Jan Splinter Architecten, Vrijzinnig Christelijk Lyceum (VCL) – Atelier PRO, Woon-zorgcentrum Westhovenplein – architecten van Mourik. |       |
| 2017 | - Wijnhavenkwartier - Herontwikkeling Geurst & Schulze architecten en interieur Campus Den Haag Universiteit Leiden Studio Leon Thier architecture / interior m.m.v. StudioLEFT : juryprijs | Bezuidenhoutseweg 30: Kaan Architecten, CPO Groene Mient - Architektenkombinatie Bos Hofman i.s.m. FilliéVerhoeven Architecten, Kortenaerkade - ZZDP Architecten, Startstation E-lijn - ZJA Zwarts & Jansma Architecten, Wijnhavenkwartier - Herontwikkeling Geurst & Schulze architecten en interieur Campus Den Haag Universiteit Leiden Studio Leon Thier architecture / interior m.m.v. StudioLEFT |       |